# Kitai
Kitai es un grupo de rock español de Madrid (España) formado en 2012. Tienen 4 álbumes oficiales, más tres EPs. El 16 de noviembre de 2018 se convirtieron en la primera banda en ser capaz de tocar 24 horas seguidas, entrando así en el Guinness World Records.
En 2015 editan su primer disco Que Vienen, que les catapulta como una de las grandes revelaciones del rock español, actuando en festivales cómo DCODE o Sonorama Ribera.
En febrero de 2018 Lars Ulrich baterista de Metallica recomienda a la banda española en su programa de radio It´s Electric.
Dos años después anuncian la salida de su segundo disco Pirómanos. Sus conciertos más destacados en esta gira serán en los festivales Cooltural Fest de Almería, el sábado 9 de julio, Resurrection Fest de Vivero, Galicia, o Sonorama Ribera en Aranda de duero, Burgos. La gira se cierra con un gran concierto en la sala La Riviera de Madrid.
La banda es elegida como artista sorpresa para actuar en la Plaza del Trigo del Festival Sonorama Ribera en la edición 2019 realizando uno de los shows más laureados y realizando colaboraciones con artistas como Second, Varry Brava, Shinova, Miss Caffeina o Rafa Gutiérrez, guitarrista de Hombres G, entre otros.
En octubre de 2020 la banda edita su tercer disco titulado Mixtape, un álbum que se entremezcla principalmente con el mundo urbano y cuyos primeros singles llevan las colaboraciones de Rayden, Swan Fyabwoy,El Chojin o IKKI y Taburete.

Tras dos años de silencio el 1 de julio de 2022 la banda vuelve a la escena mediática y hace historia dando el primero concierto de rock en el aire en un globo aerostático.
En octubre de 2022 KITAI anuncia su cuarto álbum de estudio titulado No somos tu p*** banda de pop,acompañado de un nuevo hito de la banda, realizar la primera gira ecosostenible en España haciendo uso de una furgoneta eléctrica.

## Miembros
- Alexander - Voz
- Eduardo Venturo - Guitarra
- Fabio Yanes - Bajo y coros
- David "Deivhook" Serrano - Batería

## Discografía
- 2013 Origen (EP)
- 2014 Viral (EP)
- 2015 Que Vienen (LP)
- 2017 Llegan (EP)
- 2017 Pirómanos (LP)
- 2018 Fahrenheit (EP)
- 2020 Mixtape (LP)
- 2022 No somos tu p*** banda de pop (LP)